# Weigela praecox
Weigela praecox là một loài thực vật có hoa trong họ Kim ngân. Loài này được (Lemoine) Bailey miêu tả khoa học đầu tiên năm 1929.

## Hình ảnh

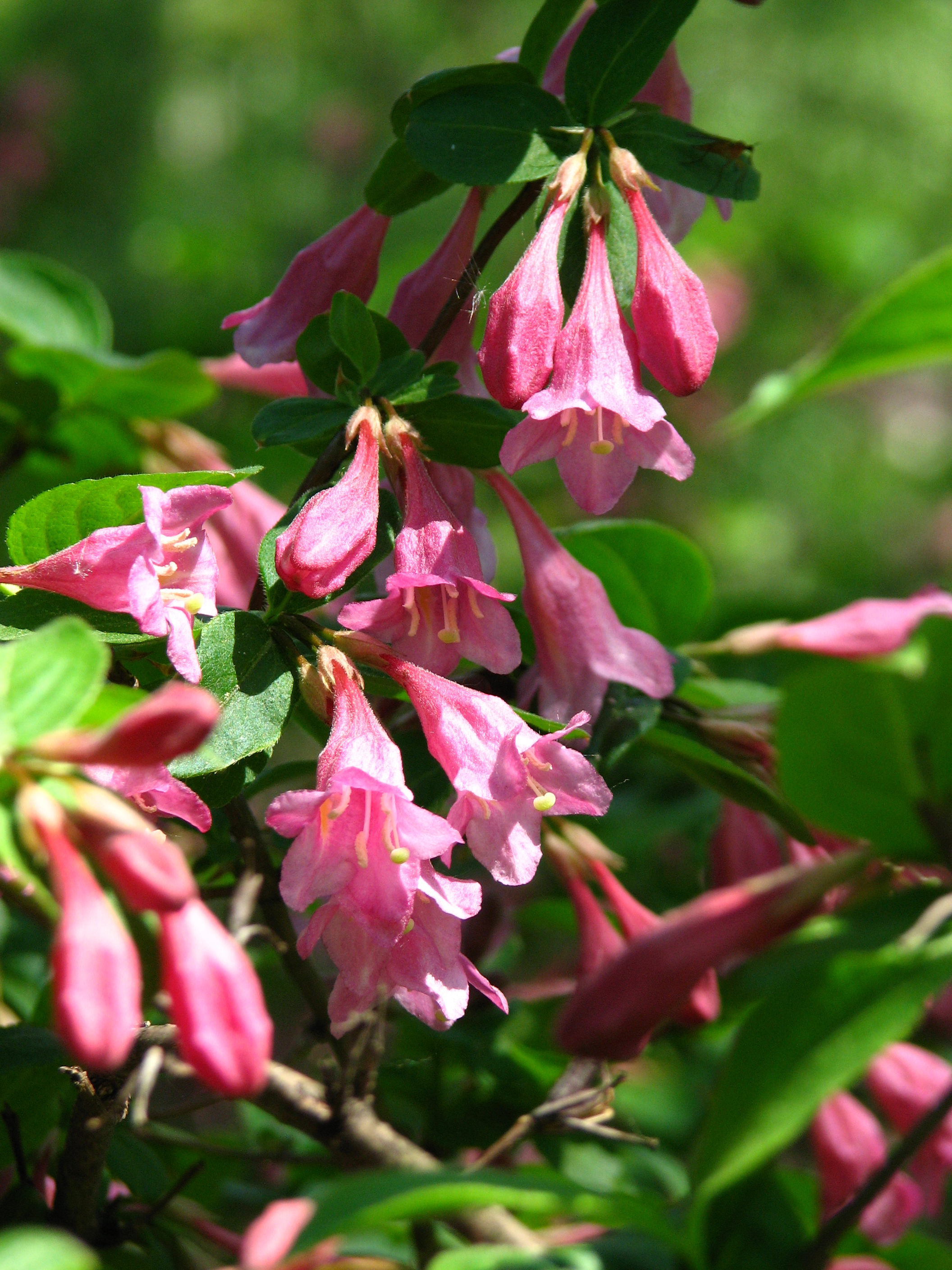
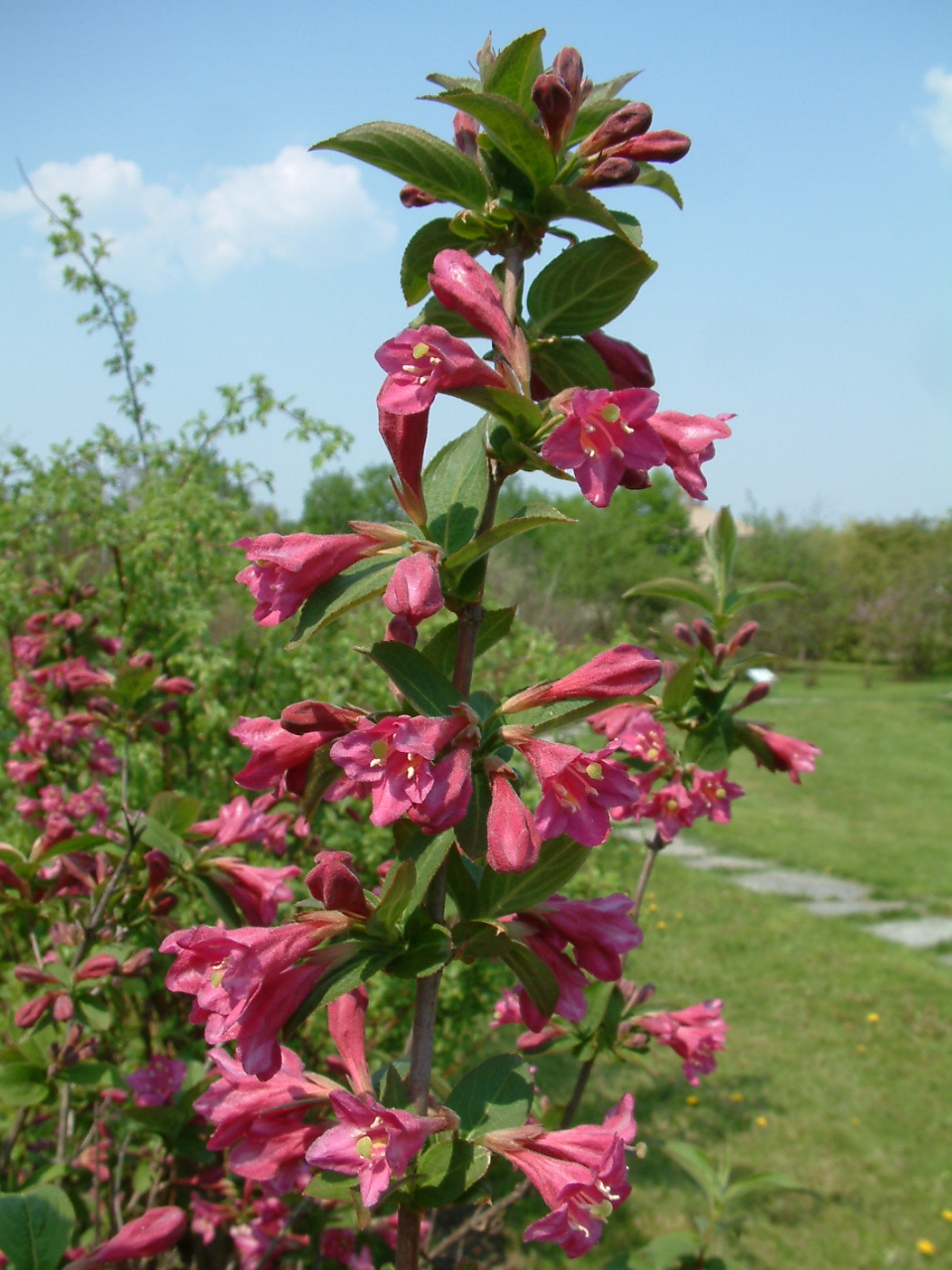
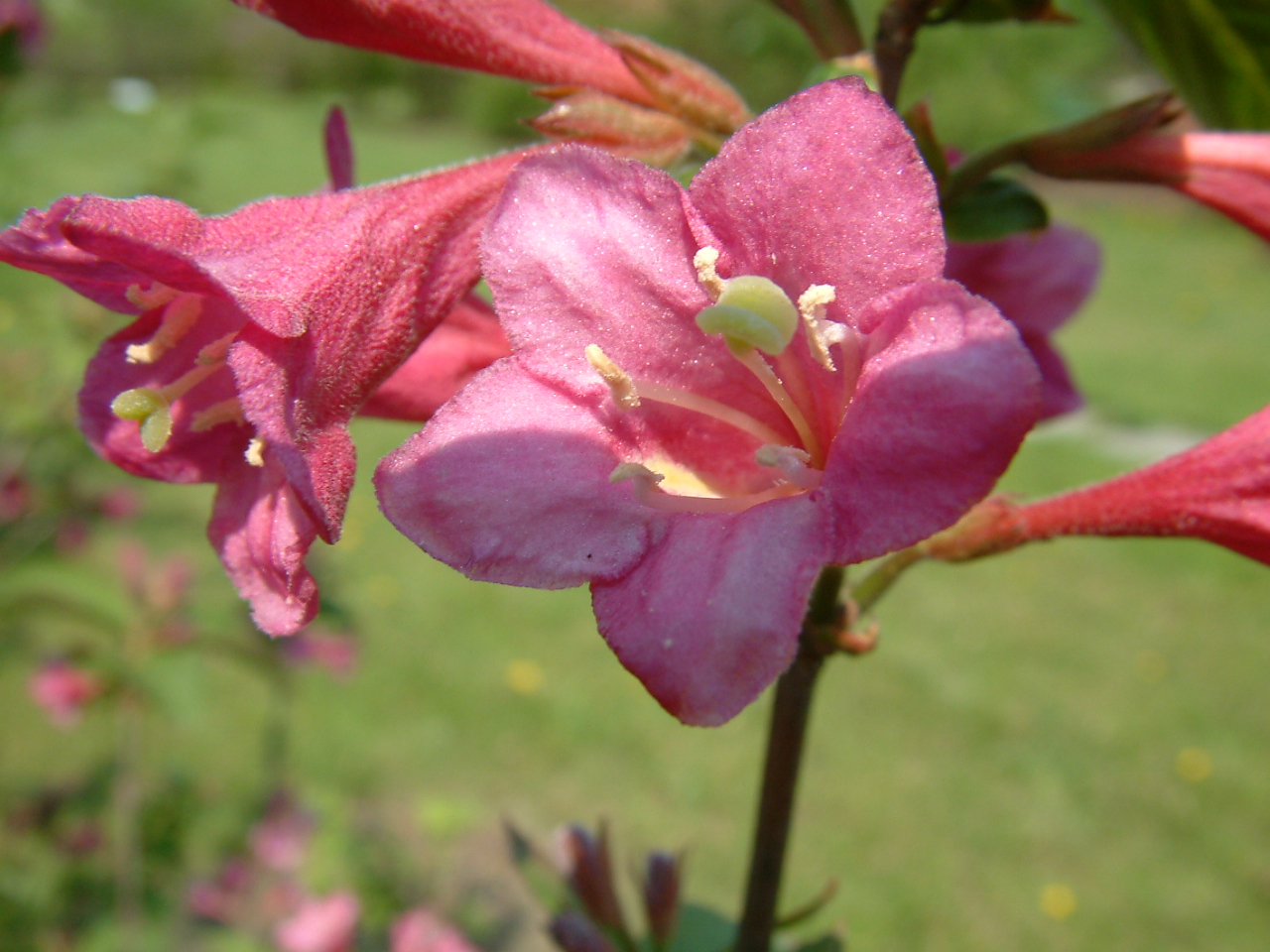
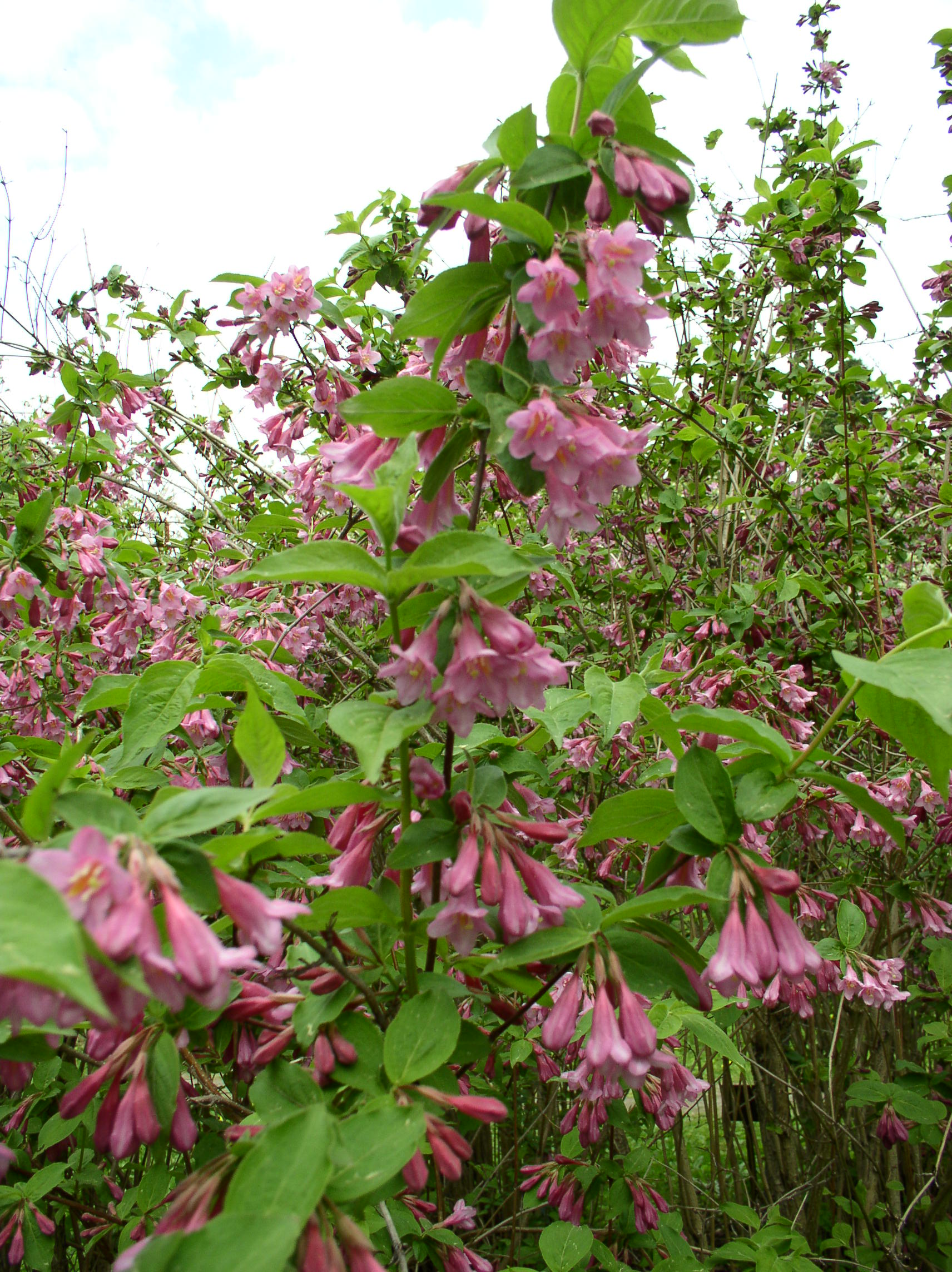